# Taiúva
Taiuva est une municipalité brésilienne de l'État de São Paulo et la Microrégion de Jaboticabal.

## Géographie
Les villes et villages limitrophes sont Taiaçu à l'ouest, Bebedouro au nord-ouest, Taquaral au nord, Jaboticabal à l'est et au sud-est, et Monte Alto au sud-ouest.

## Climat
Selon la classification de Köppen, la municipalité se trouve dans un climat de savane avec hiver sec.